# Люка Стассен
Люка́ Фредері́к Стассе́н (фр. Lucas Frédéric Stassin; нар. 29 листопада 2004, Брен-ле-Конт) — бельгійський футболіст, нападник французького клубу «Сент-Етьєн».

## Клубна кар'єра

### «Андерлехт»
Виступав за молодіжну команду «Стад Бренуа», а 2014 року приєднався до академії клубу «Андерлехт» у віці 9 років. 14 червня 2021 року підписав з клубом свій перший професіональний контракт, що розрахований до 2024 року. 14 серпня 2022 року дебютував за резервну команду «Андерлехт Ф'ючерс» в матчі Челледжер Про-ліги проти «Дейнзе». 21 серпня в поєдинку проти «Ломмеля» забив свій перший гол у професіональній кар'єрі.
13 жовтня 2022 року дебютував в основному складі «Андерлехта» в матчі групового етапу Ліги конференцій УЄФА проти англійського клубу «Вест Гем Юнайтед», замінивши Фабіу Сілву. 16 жовтня того ж року в поєдинку проти «Брюгге» дебютував у Про-лізі, вийшовши в стартовому складі.

### «Вестерло»
27 липня 2023 року підписав чотирирічний контракт з «Вестерло», а сума трансферу становила близько 1,5 млн євро. 29 липня дебютуав за «Вестерло» в матчі Про-ліги проти «Ейпена», вийшовши на заміну Юсуке Мацуо. У цій грі також відзначився першим голом за нову команду. Всього в сезоні 2023–24 забив 9 м'ячів у 27 поєдинках за «Вестерло».

### «Сент-Етьєн»
30 серпня 2024 року перейшов у французький клуб «Сент-Етьєн», підписавши чотирирічний контракт з опцією продовження ще на один рік. Сума трансферу становила 10 млн євро з урахуванням бонусів. 13 вересня дебютував за «Сент-Етьєн» в матчі Ліги 1 проти «Лілля», вийшовши в стартовому складі. 13 грудня 2024 року в поєдинку Ліги 1 проти «Тулузи» забив свій перший гол за клуб. У своєму дебютному сезоні забив 12 голів у чемпіонаті, здобувши нагороду «Самородок сезону» в Лізі 1.

## Кар'єра в збірній
Виступав за збірні Бельгії до 15, до 16, до 18, до 19 і до 21 року.

## Особисте життя
Його батько, Стефан Стассен, також був футболістом і виступав за «Андерлехт».

## Статистика виступів
Станом на 26 квітня 2025
| Клуб              | Сезон             | Чемпіонат           | Чемпіонат | Чемпіонат | Кубок | Кубок | Єврокубки | Єврокубки | Інші  | Інші | Всього | Всього |
| Клуб              | Сезон             | Дивізіон            | Матчі     | Голи      | Матчі | Голи  | Матчі     | Голи      | Матчі | Голи | Матчі  | Голи   |
| ----------------- | ----------------- | ------------------- | --------- | --------- | ----- | ----- | --------- | --------- | ----- | ---- | ------ | ------ |
| Андерлехт Ф'ючерс | 2022–23           | Челленджер Про-ліга | 29        | 15        | —     | —     | —         | —         | —     | —    | 29     | 15     |
| Андерлехт         | 2022–23           | Про-ліга            | 3         | 0         | 0     | 0     | 2         | 0         | 0     | 0    | 5      | 0      |
| Вестерло          | 2023–24           | Про-ліга            | 26        | 9         | 1     | 0     | —         | —         | —     | —    | 27     | 9      |
| Вестерло          | 2024–25           | Про-ліга            | 5         | 2         | 0     | 0     | —         | —         | —     | —    | 5      | 2      |
| Вестерло          | Всього            | Всього              | 31        | 11        | 1     | 0     | 0         | 0         | 0     | 0    | 32     | 11     |
| Сент-Етьєн        | 2024–25           | Ліга 1              | 28        | 12        | 1     | 0     | —         | —         | —     | —    | 29     | 12     |
| Всього за кар'єру | Всього за кар'єру | Всього за кар'єру   | 91        | 38        | 2     | 0     | 2         | 0         | 0     | 0    | 95     | 38     |

1. ↑  Матчі в Лізі конференцій УЄФА

## Досягнення
Особисті
- «Самородок сезону» в Лізі 1: 2024–25[24]